# یولالی جنسن
یولالی جنسن (انگلیسی: Eulalie Jensen؛ ‏ ۲۴ دسامبر ۱۸۸۴ – ۷ اکتبر ۱۹۵۲) بازیگر اهل ایالات متحده آمریکا بود.
از فیلم‌هایی که وی در آن نقش داشته‌است، می‌توان به جمع اضداد محال است، گوژپشت نتردام، برادر کوچولو، خیلی بزرگ، پسر قوی، دایره، چشمان جهان، و کلبه عمو تام اشاره کرد.